# Haughton Castle
Haughton Castle er en privatejet herregård, der ligger nord for landsbyen Humshaugh på vestbredden af floden North Tyne. Den ligger omkring 9 km nord for købstaden Hexham, Northumberland.
Den blev oprindeligt opført som beboelsestårn i 1200-tallet, og blev siden udbygget og fik mere befæstning i 1300.
Den blev brugt som hospital under anden verdenskrig.
Det er en listed building af første grad.